# Bandai Namco Entertainment
Bandai Namco Entertainment Inc.là một nhà phát triển và phát hành trò chơi điện tử đa quốc gia của Nhật Bản, có trụ sở tại Minato-ku, Tokyo. Các chi nhánh quốc tế của nó, Bandai Namco Entertainment America và Bandai Namco Entertainment Europe, lần lượt có trụ sở tại Santa Clara, California và Lyon, Pháp. Đây là một công ty con thuộc sở hữu của Bandai Namco Holdings.
Bandai Namco Entertainment được thành lập vào ngày 31 tháng 3 năm 2006, sau khi hợp nhất giữa Namco và Bandai vào ngày 29 tháng 9 năm trước đó. Ban đầu được gọi là Namco Bandai Games, họ đã sáp nhập cả Bandai Games và Namco Networks vào tháng 1 để tạo ra một bộ phận Bắc Mỹ, Namco Bandai Games America. Namco Bandai Games đã thu nhận bộ phận trò chơi điện tử của Banpresto vào năm 2008 và giải thể Bandai Networks vào năm 2009. Các hoạt động phát triển đã được chuyển sang một công ty mới vào năm 2012, Namco Bandai Studios, nhằm đẩy nhanh tiến độ phát triển và sự gắn kết chặt chẽ hơn giữa các nhóm phát triển. Công ty đã được đổi tên thành Bandai Namco Games vào năm 2014 và Bandai Namco Entertainment, tên hiện tại của họ, vào năm 2015.
Bandai Namco Entertainment sản xuất một số nhượng quyền trò chơi điện tử trị giá hàng triệu đô la, bao gồm Gundam, Pac-Man, Tekken, Soulcalibur, Tales, Ace Combat, Taiko no Tatsujin, The Idolmaster và Dark Souls. Tính đến tháng 3 năm 2020, đây là công ty trò chơi lớn thứ ba ở Nhật Bản về doanh thu và vốn hóa thị trường, sau Sony Interactive Entertainment và Nintendo, trước Square Enix, Konami và Sega. Công ty cũng sở hữu giấy phép cho một số nhượng quyền truyền thông của Nhật Bản như Dragon Ball, One Piece, Sword Art Online và Naruto. Công ty là bộ phận xuất bản và phát triển cốt lõi của "Đơn vị kinh doanh chiến lược về mặt Nội dung" (Content SBU) của Bandai Namco Group, và các chi nhánh trò chơi điện tử chính của Namco Bandai Holdings.

## Lịch sử

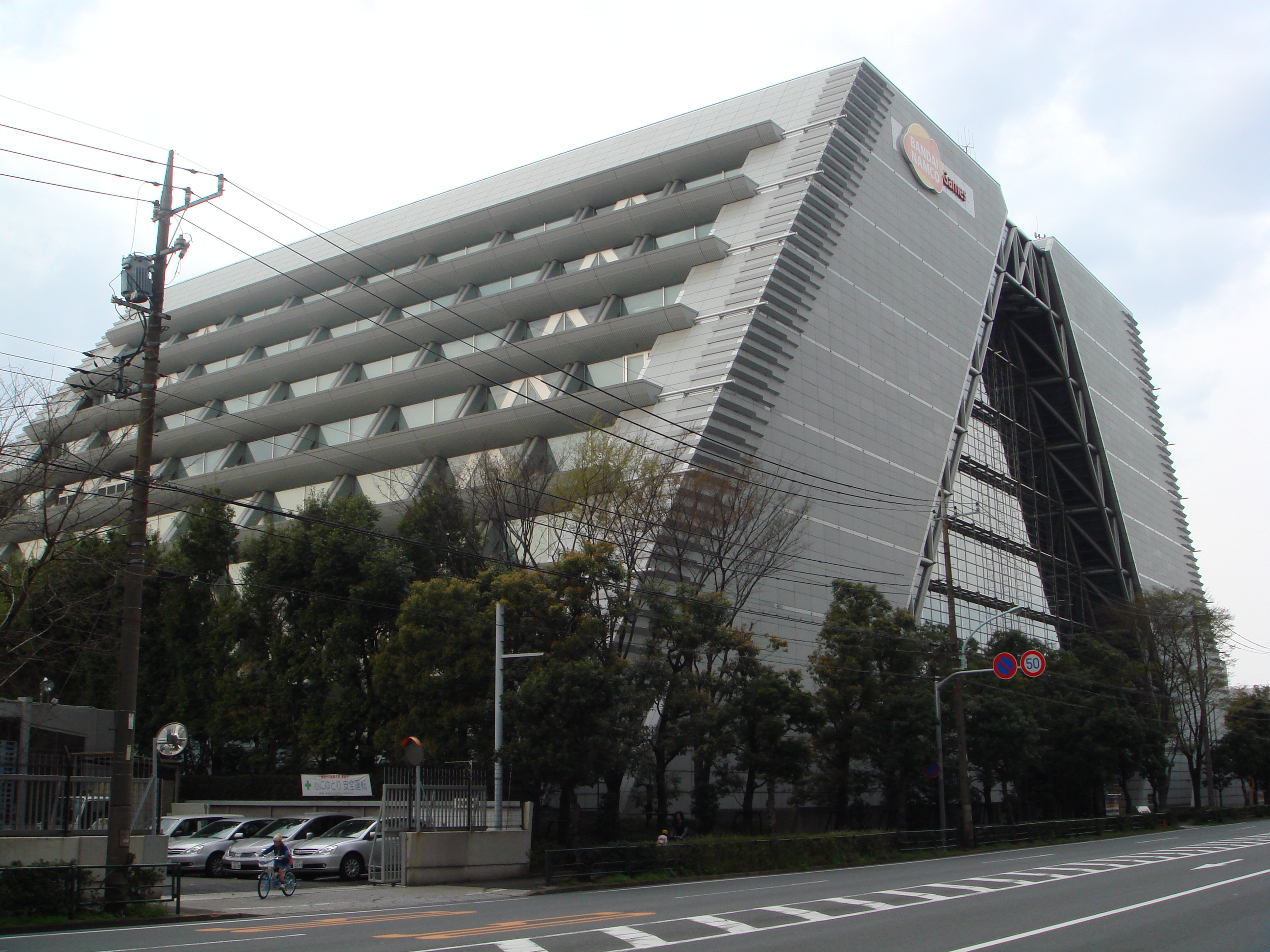
Trụ sở trước của Bandai Namco

Vào tháng 2 năm 2005, sau lễ kỷ niệm 50 năm, Namco tuyên bố ý định sáp nhập với Bandai để thành lập Bandai Namco Holdings. Việc hợp nhất đã được hoàn tất vào ngày 25 tháng 9, tạo ra nhà sản xuất video game lớn thứ ba tại Nhật Bản tính theo doanh thu. Bandai đã mua Namco với giá 1,7 tỷ USD, với Namco nhận 43% cổ phần và Bandai nhận 57% còn lại. Cả hai công ty, trong một tuyên bố chung, đều trích dẫn tỷ lệ sinh giảm và tiến bộ về mặt công nghệ của Nhật Bản là lý do cho sự hợp nhất, và để tăng kết nối với đối tượng khán giả mới hơn. Cả hai công ty hoạt động độc lập dưới trướng Bandai Namco Holdings mới thành lập cho đến ngày 31 tháng 3 năm 2006, khi các hoạt động trò chơi điện tử của họ được hợp nhất để tạo thành Namco Bandai Games. Trước đó vào ngày 26 tháng 1, Namco Hometek và Bandai Games đã sáp nhập để tạo thành Namco Bandai Games America, bộ phận Bắc Mỹ.
Vào ngày 1 tháng 4 năm 2008, các hoạt động trò chơi điện tử của Banpresto đã được Namco Bandai Games tiếp nhận. Vào ngày 1 tháng 4 năm 2009, Bandai Networks, doanh nghiệp điện thoại di động của Namco Bandai, đã bị giải thể và sáp nhập vào Namco Bandai Games.
Ngay trước khi phát hành Afro Samurai vào cuối năm 2008, công ty đã công bố nhãn xuất bản Surge. Nhãn hiệu mới là một nỗ lực tạo ra một bản sắc riêng cho công ty, nhắm đến đối tượng phương Tây, mong muốn các chủ đề trưởng thành hơn trong nội dung trò chơi. Theo sau Afro, các tài liệu báo chí ban đầu chỉ ra rằng Dead to Rights: Retribution và Splatterhouse cũng sẽ được phát hành dưới nhãn Surge, nhưng cuối cùng không có trò chơi nào làm được; cả hai đều được phát hành với nhãn Namco cũ thay để phản ánh di sản của loạt.
Năm 2010, Namco Bandai Games đã được ghi vào kỷ lục Guinness thế giới với tư cách là công ty phát hành nhiều quảng cáo trên truyền hình nhất cho cùng một sản phẩm, một trò chơi Nintendo DS có tên Solatorobo: Red the Hunter. Họ đã tạo ra 100 phiên bản quảng cáo vì trò chơi bao gồm 100 chương.
Đầu năm 2011, Namco Networks đã được tiếp nhận vào Namco Bandai Games America, hợp nhất hiệu quả các hoạt động phát triển trò chơi, thiết bị cầm tay và trò chơi điện tử di động của Namco Bandai.
Vào ngày 2 tháng 4 năm 2012, Namco Bandai Games đã ngừng hoạt động phát triển thành một công ty mới có tên Namco Bandai Studios. Công ty mới được thúc đẩy bởi sự quan tâm của Namco Bandai để có thời gian phát triển nhanh hơn và sự gắn kết chặt chẽ hơn giữa các nhóm phát triển khác nhau. Bao gồm khoảng 1.000 nhân viên, những người vốn đã là người của Namco Bandai.
Vào tháng 3 năm 2013, Namco Bandai Games đã thành lập hai xưởng trò chơi điện tử mới. Đầu tiên, Namco Bandai Studios Singapore, là "trung tâm phát triển hàng đầu" của Namco Bandai ở châu Á và phát triển nội dung cho thị trường châu Á Thái Bình Dương. Xưởng thứ hai, Namco Bandai Studios Vancouver, hoạt động với các trò chơi xã hội trực tuyến và phát triển nội dung cho Bắc Mỹ và Châu Âu, và là một phần của Trung tâm Truyền thông Kỹ thuật số - Center for Digital Media (CDM). Vào tháng 7 năm 2013, Namco Bandai Partners (NBP), từng giám sát mạng lưới phân phối PAL kể từ tháng 9 năm 2012, đã sáp nhập với Namco Bandai Games Europe (NBGE) để thúc đẩy phân phối và sản xuất, thành một Namco Bandai Games Europe (NBGE).
Năm 2014, Namco Bandai Games và Namco Bandai Studios lần lượt trở thành Bandai Namco Games và Bandai Namco Studios. Sự thay đổi này đã thống nhất thương hiệu quốc tế để tăng "giá trị" và "độ xuất hiện" của thương hiệu. Tên công ty đầy đủ đã được đổi thành Bandai Namco Entertainment vào ngày 1 tháng 4 năm 2015.
Vào ngày 01 tháng 4 năm 2018, bộ phận kinh doanh máy chơi trò chơi giải trí của Namco Bandai Entertainment đã được chuyển giao cho công ty chị em Bandai Namco Amusement.
Vào tháng 9 năm 2020, Bandai Namco Entertainment Europe đã mua lại nhà phát triển trò chơi điện tử Canada, Reflector Entertainment.

## Cấu trúc tập đoàn
Bandai Namco Entertainment ban đầu có trụ sở tại Shinagawa, Tokyo, sau đó chuyển hoạt động của họ đến Minato-ku, Tokyo vào tháng 2 năm 2016. Các bộ phận Bắc Mỹ và Châu Âu tương ứng ở Santa Clara, California với tên Bandai Namco Entertainment America và ở Lyon, Pháp với tên Bandai Namco Entertainment Europe. Các bộ phận cũng đã được thành lập ở Trung Quốc, Hồng Kông và Đài Loan. Bandai Namco Partners, ban đầu là Sega Ozisoft và sau đó là Infogrames Australia, giám sát việc xuất bản trò chơi điện tử cho Châu Đại Dương (Úc và New Zealand), là nhà phân phối hàng đầu của Square Enix Europe, NIS America và Codemasters. Bandai Namco Entertainment là bộ phận phát triển cốt lõi của " Đơn vị kinh doanh chiến lược về mặt Nội dung" của Bandai Namco Group (Content SBU) và chi nhánh trò chơi điện tử chính của Bandai Namco Holdings.

### Phát triển phần mềm và các công ty con
Xưởng phát triển trò chơi điện tử cốt lõi của Bandai Namco Entertainment là Bandai Namco Studios, được thành lập vào tháng 4 năm 2012 với tư cách là một công ty riêng - Bandai Namco Studios tạo ra các trò chơi điện tử cho máy chơi trò chơi điện tử tai gia, máy chơi trò chơi điện tử cầm tay và phần cứng máy game thùng, trong khi Bandai Namco Entertainment quản lý, tiếp thị và xuất bản các sản phẩm này. Bandai Namco Studios cũng sản xuất nhạc và video dựa trên tài sản của mình và có các xưởng phát triển ở Liên minh Châu Âu, Canada, Malaysia, Thái Lan, Singapore, Đài Loan và Anh. Bandai Namco Online là một công ty con chịu trách nhiệm mảng trực tuyến trong các game của Bandai Namco Studios, và cũng phát triển các trò chơi điện tử tập trung vào mảng trực tuyến. B.B. Studio được thành lập vào tháng 4 năm 2011 từ sự hợp nhất giữa Banpresto và Bandai Entertainment Company (BEC), xử lý việc phát triển nhượng quyền Super Robot Wars và các trò chơi điện tử khác dựa trên giấy phép của Nhật Bản.